# Олександр Людовик Радзивілл
Олександр Людвік Радзивілл (лит. Aleksandras Liudvikas Radvila, пол. Aleksander Ludwik Radziwiłł, 4 серпня 1594, Несвіж — 30 березня 1654, Болонья) — князь, державний діяч Великого Князівства Литовського, Речі Посполитої, ординат Несвіжу.

## Біографія
Син князя Миколи-Христофора Радзивілла «Сирітки» та його дружини княжни Гальшки (Єлизавети) з Вишнівецьких.
Посади: стольник литовський з 1626 р., крайчий литовський з 1630 р., воєвода брест-литовський з 1631 р., маршалок надвірний литовський з 1635 р., маршалок великий литовський (1637–1654 рр.), воєвода полоцький з 1654 р., староста слонімський, упіцький, брацлавський, шадовський, нововільський, юрборський, адміністратор шавельський та олицький.
5 березня 1654 в Болоньї підписав заповіт. Тут помер 23 березня, був похований в костелі єзуїтів Несвіжу.

### Сім'я
Перша дружина — Текля Анна Воллович (шлюб 1623 року). Діти:
- Михайло-Казимир
- Анна-Евфемія
- Йоанна-Катерина.[13]

Друга дружина — Катажина Евгенія Тишкевич (весілля 1639 року, розведені 1642 року). Дітей не було.

Третя дружина — принцеса Лукреція Марія Строцці (весілля було у Варшаві в жовтні 1642 року). Діти:
- Домінік-Микола
- Цецилія Марія — дружина польного гетьмана коронного Миколая Єроніма Сенявського.[13]